# Geropa
Geropa is een kevergeslacht uit de familie van de boktorren (Cerambycidae). De wetenschappelijke naam van het geslacht werd voor het eerst geldig gepubliceerd in 1912 door Casey.

## Soorten
Geropa is monotypisch en omvat slechts de volgende soort:
- Geropa concolor (LeConte, 1873)